# Anodocheilus germanus
Anodocheilus germanus är en skalbaggsart som först beskrevs av Sharp 1882.  Anodocheilus germanus ingår i släktet Anodocheilus och familjen dykare. Inga underarter finns listade i Catalogue of Life.